# Tutemés III
Tutemés III ou Tutemósis III (sendo esta última forma a versão helenizada do seu nome) foi o sexto faraó da XVIII dinastia egípcia, da época do Império Novo. O seu prenome ou nome de coroação foi Menkheperré o que significa "Estável é a manifestação de Ré".
Teoricamente, governou durante mais de cinquenta anos, mas deve-se enquadrar neste período os vinte e dois anos de reinado da sua tia e madrasta Hatexepsute (esposa do seu pai Tutemés II), que assumiu o trono durante a sua menoridade. As datas para o reinado de Tutemés III variam segundo os autores. Para Edward Frank Wente terá reinado entre 1504 e 1450 a.C., enquanto que autores como Nicholas Grimal, Jürgen von Beckerath, Jaromir Málek ou Ian Shaw situam o seu reinado entre 1479 e 1425 a.C.
Tutemés III notabilizou-se pela sua atividade militar, mas também pela sua intensa atividade construtora. Alguns autores consideram-no como um dos faraós mais importantes do Antigo Egito, tendo mesmo sido apelidado de "Napoleão do Egito" por James Henry Breasted.

## Família

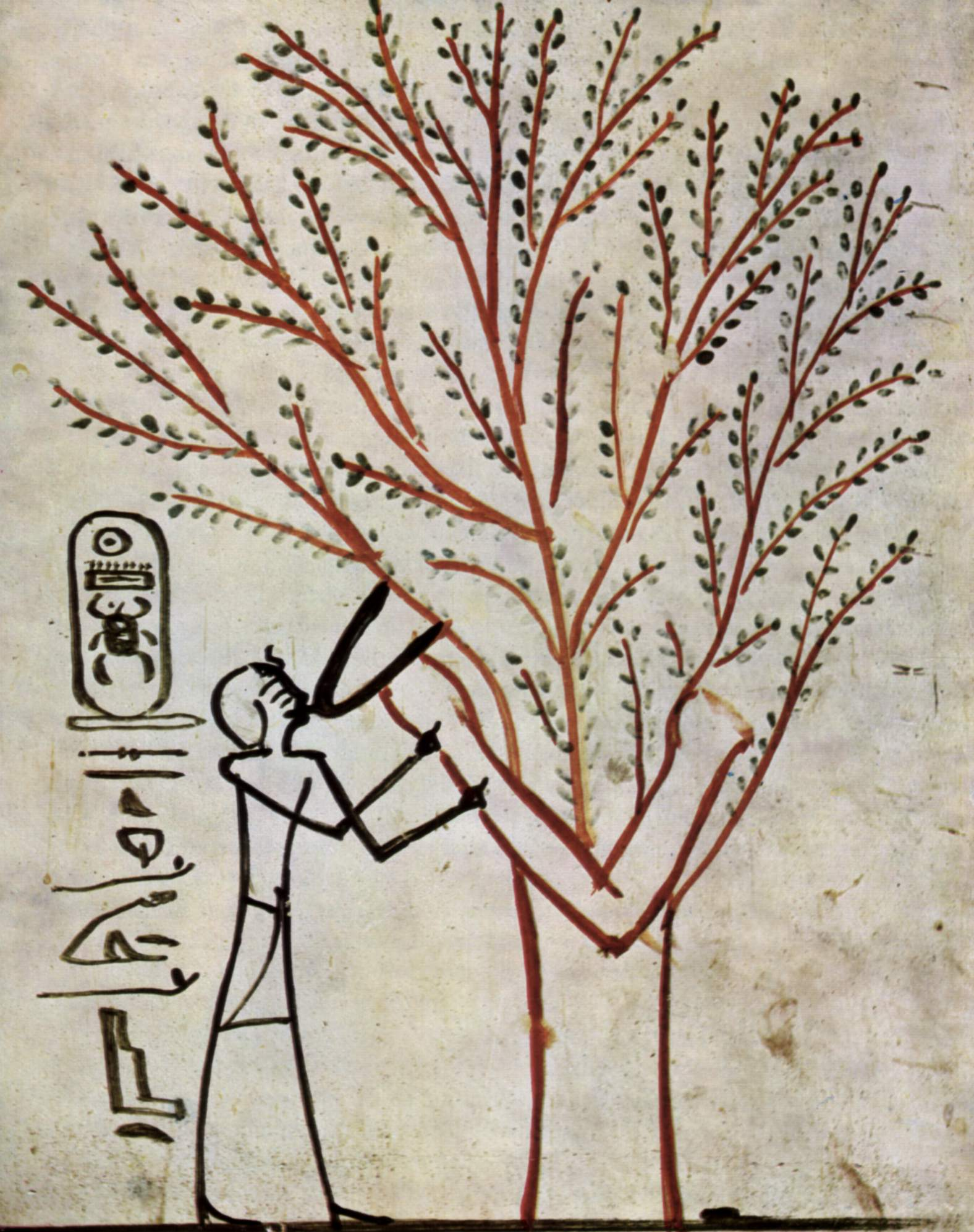
Tutemés III sendo alimentado pela deusa Ísis sob a forma de sicómoro

Tutemés III era filho do faraó Tutemés II e de uma concubina chamada Ísis. A esposa principal de Tutemés II (ou "Grande Esposa Real" de acordo com o título da época) era a sua meia-irmã Hatexepsute. Este casamento não gerou nenhum filho homem, tendo Tutemés II antes de falecer nomeado como seu sucessor Tutemés III. Contudo, uma vez que Tutemés era demasiado novo para reinar quando o seu pai morreu, a sua tia e madrasta, Hatexepsute, tornou-se regente.
No segundo ou terceiro ano da sua regência Hatexepsute decide alterar o seu estatuto (de "Grande Esposa Real" de Tutemés II) fazendo-se coroar como faraó, tendo recebido o apoio de altos funcionários, como o intendente-geral e arquitecto Senemute, o vizir Amósis, o escriba real Senemiá e sumo sacerdote de Amom Hapusenebe. Hatexepsute assumiu os atributos e prerrogativas dos faraós, como o uso da barba postiça e de uma titulatura. A rainha recorreu também a uma ficção mitológica, através da qual se apresentava como filha do deus Amom, que se tinha unido (com o aspecto do seu pai) à sua mãe, a rainha Amósis-Nebeta.
Hatexepsute governou como "faraó" durante vinte e dois anos. Apesar de ter sido relegado para segundo plano, Tutemés recebeu uma educação que se adequava ao estatuto, tendo sido instruído nas artes militares. É provável que Hatexepsute tenha atribuído a Tutemés o comando de uma expedição militar à Núbia e a outras terras estrangeiras.

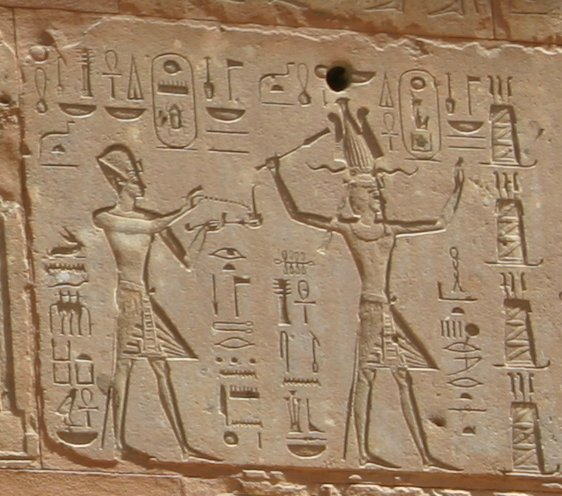
Tutemés III e Hatexepsute na Capela Vermelha de Carnaque

Tutemés casou com uma filha de Hatexepsute, Neferuré, que faleceu no décimo primeiro ano do reinado de Hatexepsute. Tutemés teve também como esposas Hatchepsut II Meritré e Satiá. Da primeira, que alguns consideram ser uma filha de Hatexepsute, nasceram a princesa Meritamon, Amenófis II (seu sucessor), o príncipe Menqueperré, a princesa Ísis, outra princesa chamada Meritamon e a princesa Nebetiunet. Satiá, filha de uma enfermeira real, ostentou os títulos de "Grande Esposa Real" e "Esposa do Deus"; desta rainha não se conhecem filhos. Para além disso, teve várias esposas estrangeiras que serviram como "alianças" internacionais com príncipes sírios e cananeus.
Assim que se tornou rei, o que se verificou após a morte da sua madrasta, Tutemés ordenou a destruição de estátuas de Hatexepsute e mandou apagar as inscrições do nome desta presentes nos monumentos, substituindo-o pelo nome do seu avô, do seu pai ou pelo seu próprio nome. Ele fez isso para não permitir que ela fosse relembrada, como um ato de pesada vingança por ter parte de seu reinado roubado, pois de acordo com a religião cultuada no Egito Antigo, apagar o nome de alguém é condená-lo a morte eterna, visto que a cada vez que o nome de um indivíduo morto era mencionado no mundo dos vivos, seria dado ao morto pão e cerveja no mundo dos mortos. Tutemés também legitimou o seu poder através do deus Amon, como revelam inscrições gravadas em monumentos. De acordo com estas, numa ocasião em que Tutemés se encontrava no templo de Karnak, a estátua de Amon, que viajava na sua barca sagrada, e os sacerdotes que a carregavam, prostraram-se perante o novo monarca.

## O reinado

### Campanhas militares

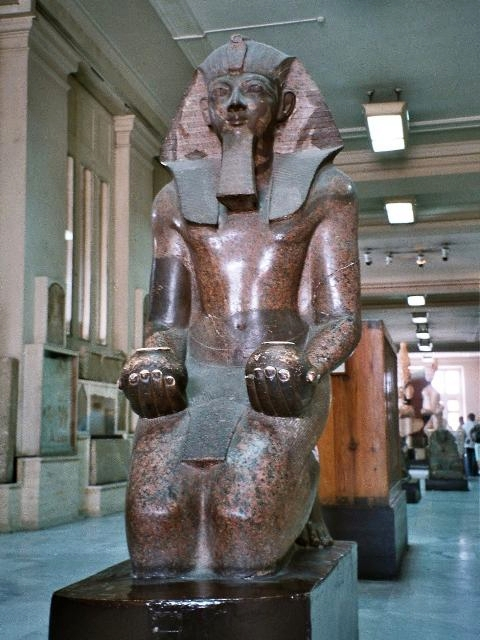
Estátua de granito do faraó no Museu Egípcio, Cairo

Nos trinta e quatro anos que esteve no poder, Tutemés III empreendeu 17 campanhas na região da Síria e Palestina, todas muito bem sucedidas.  Em resultado destas campanhas o Egito expandiu o seu domínio até ao rio Eufrates. O relato destas campanhas (conhecido como os "Anais" de Tutemés III) encontra-se registado nas paredes do santuário da barca em Carnaque, tendo sido da autoria do arquivista e escriba real Tianuni. Fez uma expedição até Mitani após cruzar o rio Eufrates e estendeu suas conquistas até a região de Napata, no Sudão. Além disso, estabeleceu contatos comerciais com reinos vizinhos.
No próprio ano em que assumiu o poder, Tutemés teve que fazer frente a uma revolta dos povos da região da Síria Palestina, liderados pelo príncipe de Cades (ou Cadexe, cidade cananeia localizada no rio Orontes, onde hoje é a Síria ocidental) e com o apoio de Mitani. Desde o início do Império Novo que os egípcios seguiram uma política que visava afastar do Egito os povos da Síria Palestina; por sua vez o império Mitani (cujo núcleo se situava entre o rio Tigres e o rio Eufrates) fomentava a revolta das populações desta região contra o Egito para que estas não fossem uma ameaça ao seu império.
A primeira campanha partiu da região oriental do Delta, passou pela cidade de Gaza e até chegar-se a Yehem (a sul do Monte Carmelo), onde reuniu-se um conselho de guerra. Em Megido (a sudeste da moderna cidade de Haifa), encontravam-se os inimigos do Egito, o príncipe de Cadexe e as suas forças aliadas. Três estradas ligavam Yehem a Megido, duas largas e uma estreita e difícil já que passava por um desfiladeiro. Os conselheiros do rei recomendam evitar a estrada estreita, dado que em caso de ataque o exército sofreria bastante. Tutemés III tem uma opinião contrária e ordena que se siga pela via mais estreita, que era a mais rápida. Megido seria cercada durante sete meses, até se render ao exército egípcio. Tutemés partiu depois em direcção a Tiro, tomando as cidades de Yanoam, Nuges e Herenkeru.
Em resultado da vitória em Megido, o Egito consegue um espólio de guerra que incluía bens como 894 carros de guerra (2 cobertos em ouro) e 2 mil cavalos.
No trigésimo terceiro ano do seu reinado, Tutemés realiza uma campanha que atinge o próprio reino de Mitani. O faraó ordena a construção de vários barcos em madeira de cedro, que são colocados em carroças puxadas por bois e que serviriam para atravessar o rio Eufrates. O confronto não está descrito em pormenor nas fontes históricas, mas sabe-se que o seu resultado foi a fuga do rei de Mitani e a tomada de soldados e de mulheres do seu harém. Em comemoração pela vitória, Tutemés manda erguer uma estela junto ao rio ao lado de uma estela que tinha sido erguida pelo seu avô Tutemés I. De regresso ao Egito aproveita para caçar elefantes no vale do Orontes; de acordo com as fontes o faraó teria sido imprudente, enfurecendo os animais que se encontravam num lago, tendo sido necessário que um dos seus militares, Amenemheb, entrasse na água para salvá-lo.
Tutemés desenvolveu um grande e desenvolvido sistema administrativo. Nele, os governantes de estados súditos viam-se obrigados a pagar tributos anuais ao Egito. Esses governantes deveriam também obedecer ao representante do faraó em sua região. Tutemés III também acolheu na sua corte, em Tebas, 36 jovens príncipes oriundos das regiões subjugadas que eram educados de acordo com os costumes egípcios; quando estes se tornassem adultos retornavam às suas terras natais, estando garantida à lealdade ao Egito.
Quando Hatexepsute havia resolvido que queria assumir o comando do Egito, ela conseguiu o apoio do grande clero de Amom graças a grandes somas de dinheiro. Agora, os sacerdotes ofereciam perigo a Tutemés III. Ele então, para contentá-los, ampliou seus domínios. Entretanto, ao mesmo tempo, acabou por diminuir sua influência nomeando sumos sacerdotes e amigos seus.
Nos últimos anos de seu reinado, Tutemés III dividiu suas atividades com seu filho primogênito, o jovem Amenófis.

### Atividade construtora

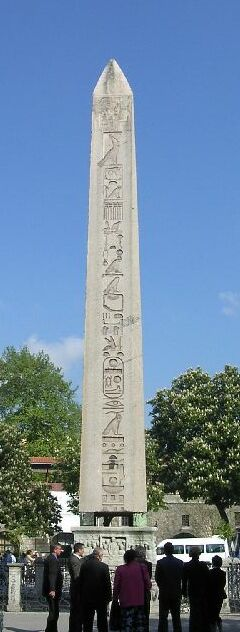
Obelisco de Tutemés III, conhecido como Obelisco de Teodósio, localizado no Hipódromo de Constantinopla, Istambul

Tutemés também implementou uma grande atividade construtora, erguendo grandes obras. Isto foi possível, em grande parte, graças à grande receita obtida através dos tributos pagos pelos povos submetidos, pelo saque de guerra e pelo ouro oriundo da Núbia. Tal atividade só viria a ser alcançada séculos mais tarde por Ramessés II.
O local de maior expressão desta actividade construtora foi o templo de Amon em Karnak. Nele foram erguidos dois obeliscos (que se encontram hoje em dia em Roma e Istambul) e acrescentado dois pilones. As colunas de madeira do templo foram substituídas por colunas de pedra, tendo também sido construído um novo santuário para a barca divina.
A leste do grande templo de Karnak construiu-se em blocos de arenito uma estrutura denominada Akh-menu ("sala das festas"), que tinha entre os seus objectivos servir como espaço de celebração da festa Sed do faraó. Neste existe uma pequena sala com quatro colunas papiriformes em cujas paredes estão representados animais e plantas da Síria, razão pela qual a sala é conhecida como "jardim botânico".
O templo de Rá em Heliópolis recebeu também dois obeliscos, que se encontram hoje no Central Park de Nova Iorque e no rio Tâmisa em Londres.
Outros locais do Egito onde também se fizeram sentir os trabalhos ordenados pelo faraó foram Tebas, Com Ombo, Ermante, Tode, Medamude, Dendera e Esna. Na Núbia foram efectuadas obras nos sítios de Buém, Saís, Faras, Daca, Arco, Cubã, Semna e Jebel Barcal.

## Túmulo

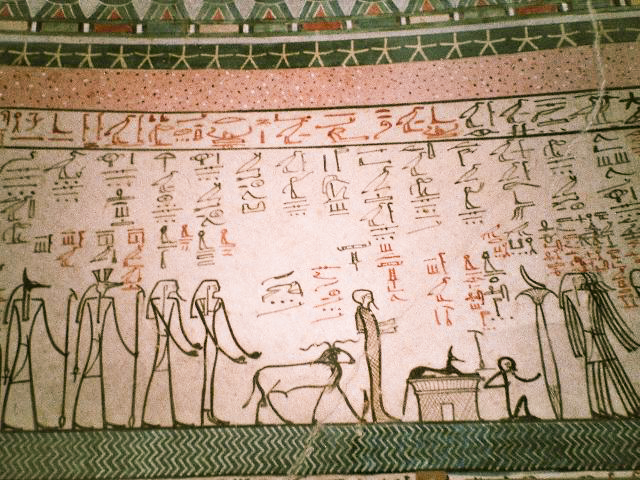
Decoração no túmulo de Tutemés III

Tutemés mandou construir o seu templo funerário em Deir Elbari, entre os templos de Mentuotepe II e de Hatexepsute. O templo, descoberto em 1962, não possui a grandiosidade do templo da madrasta.
Tutemés III foi enterrado no Vale dos Reis, na tumba KV34, descoberta em 1898 pelo egiptólogo francês Victor Loret. À semelhança do que aconteceu com outros túmulos este também foi alvo de pilhagens. As suas paredes encontram-se decoradas com figuras esguias pintadas a negro e vermelho sobre um fundo cinzento (que pretendia simular o aspecto de um papiro), encontrando-se nelas a versão mais completa do Livro de Amduat (que fornecia ao faraó defunto um mapa do mundo dos mortos e feitiços protectores) e a versão mais antiga que se conhece da Litania de Rá.
A sua múmia foi encontrada em 1889 num estado danificado no "esconderijo" de Deir Elbari, para onde tinha sido transladada pelos sacerdotes da XXI dinastia, que pretendiam proporcionar-lhe uma maior segurança e consequentemente garantir a vida eterna do faraó.

## Titulatura
Nome do Filho de Ré
| G39 | N5 |

|                |    |     |     |
| \| \| \| \| \| |    |     |     |
|                |    |     |     |
| G26            | ms | nfr | xpr |

| G26 | ms | nfr | xpr |

|                |    |     |     |
| \| \| \| \| \| |    |     |     |
|                |    |     |     |
| G26            | ms | nfr | xpr |

| G26 | ms | nfr | xpr |

Nome do Rei do Alto e do Baixo Egito
| M23 | L2 |

|             |    |     |
| \| \| \| \| |    |     |
|             |    |     |
| ra          | mn | xpr |

| ra | mn | xpr |

|             |    |     |
| \| \| \| \| |    |     |
|             |    |     |
| ra          | mn | xpr |

| ra | mn | xpr |

Nome do Hórus de ouro
| G8 | sxm | F9 · F9 | D45 · N28 | Z3 |

Nome das Duas Damas ou das Duas Senhoras
| G16 |

| V29 | sw | t | i | i | ra · Z1 | mi | m | Q3 · X1 · N1 |

Nome de Hórus
| G5 |

| E1 · D40 | N28 | m | S40 | t · O49 |